# George Cooper (General)
Sir George Leslie Conroy Cooper, GCB, MC (* 10. August 1925 in London; † 6. Januar 2020) war ein britischer Offizier und zuletzt General der British Army, der unter anderem zwischen 1981 und 1984 Generaladjutant des Heeres (Adjutant-General to the Forces) war. Darüber hinaus fungierte er von 1987 bis 1993 als Chief Royal Engineer und damit als offizieller Chef des Ingenieurkorps der britischen Armee.

## Leben
George Leslie Conroy Cooper begann nach dem Besuch der Downside School in Stratton-on-the-Fosse ein Studium am Trinity College der University of Cambridge und wurde 1945 als Second Lieutenant in das Korps der Royal Engineers aufgenommen. In den folgenden Jahren fand er zahlreiche Verwendungen als Offizier sowie als Stabsoffizier und nahm am Koreakrieg teil, wofür ihm 1953 das Military Cross (MC) verliehen wurde. Als Brigadier war er zwischen August 1969 und Oktober 1971 Kommandeur der 19. Luftbeweglichen Brigade (Commanding, 19th Airportable Brigade) sowie von Mai 1973 bis Mai 1974 im Verteidigungsministerium des Vereinigten Königreichs stellvertretender Direktor für Heeresausbildung (Deputy Director of Army Training).
Nach seiner Beförderung zum Major-General war Cooper als Nachfolger von Generalmajor Hugh Cunningham zwischen Mai 1974 und seiner Ablösung durch Generalmajor Robert Lyon im November 1975 Kommandeur des Militärbezirks Südwest (General Officer Commanding, South-West District), der aus der 43rd (Wessex) Infantry Division hervorgegangen war. Im Anschluss fungierte er von Januar 1976 bis April 1979 im Verteidigungsministerium als Director of Staff Duties und damit als Direktor für Stabsdienste des Heeres. Nach seiner Beförderung zum Lieutenant-General übernahm er als Nachfolger von Generalleutnant Sir Anthony Farrar-Hockley im Mai 1979 den Posten als Kommandeur des Militärbezirks Südost (General Officer Commanding, South-East District) in der Garnison Aldershot und hatte diesen bis Januar 1981 inne, woraufhin Generalleutnant Sir Paul Travers seine dortige Nachfolge antrat. Während dieser Zeit wurde er im Zuge der sogenannten „Birthday Honours“ am 16. Juni 1979 als Knight Commander des Order of the Bath (KCB) geadelt, so dass er fortan das Prädikat „Sir“ führte.
Zuletzt wurde Sir George Cooper zum General befördert und löste General Sir Robert Ford als Generaladjutant des Heeres (Adjutant-General to the Forces) ab. Er war als solcher bis zu seinem Eintritt in den Ruhestand im März 1984 sowie seiner anschließenden Ablösung durch General Sir Roland Guy im Verteidigungsministerium zuständig für die Entwicklung der Personalpolitik und der Unterstützung der Armee. Für seine Verdienste wurde ihm im Rahmen der New Year Honours am 31. Dezember 1983 zum Knight Grand Cross des Order of the Bath (GCB) erhoben. Darüber hinaus bekleidete er als Nachfolger von General Sir Hugh Beach von 1987 bis zu seiner Ablösung durch General Sir John Stibbon 1993 das Ehrenamt als Chief Royal Engineer und damit als offizieller Chef des Ingenieurkorps der britischen Armee.
Aus seiner 1957 geschlossenen Ehe mit Cynthia Mary Hume gingen ein Sohn und eine Tochter hervor.

## Veröffentlichung
- Fight, dig and live. The story of the Royal Engineers in the Korean War, Barnsley 2011